# Дрю Вайсман
Дрю Вайсман (7 вересня 1959 , Лексінґтон, Массачусетс ) — учений-лікар, біохімік, найвідоміший своїм внеском у дослідження РНК.
Його робота допомогла розробити ефективні мРНК-вакцини, найвідоміша з яких є вакцина проти COVID-19 виробництва BioNTech/Pfizer та Moderna
.
Вайсман є професором медицини у Медичній школі Перельмана при Університеті Пенсільванії.
Лауреат Нобелівської премії з фізіології або медицини 2023 року (спільно з Каталін Каріко) за дослідження, які сприяли розробці мРНК-вакцини проти COVID-19.

## Освіта та професійна підготовка
Вайсман виріс у місті Лексінгтон (Массачусетс)
. 
Він здобув ступінь бакалавра та магістра в Брандейському університеті в 1981 році, де спеціалізувався в галузі біохімії та ензимології та працював у лабораторії Джеральда Фасмана
.. 
Він підготував і захистив свою дипломну роботу з імунології та мікробіології в університеті Бостона, де здобув ступінь доктора медицини і доктора філософії в 1987 році 
. 
Після цього Вайсман пройшов ординатуру у Медичному центрі діаконіси Бет Ісраель, після чого здобув стипендію у Національному інституті охорони здоров'я США під керівництвом Ентоні Фаучі, нинішнього директора Національного інституту алергії та інфекційних захворювань
.

## Нагороди та визнання
- 2020: премія Розенстила[en];
- 2021: премія принца Махідола[en];
- 2021: премія Луїзи Гросс Горвіц[14];
- 2021: премія медичного центру Олбані[en];
- 2021: премія доктора Пола Янссена за біомедичні дослідження[en];
- 2021: премія принцеси Астурійської[15];
- 2021: BBVA Foundation Frontiers of Knowledge Awards[16];
- 2021: премія Вільяма Колі[en];
- 2021: щорічна премія Нью-Йоркської медичної академії[17];
- 2021: Тайм герої року (разом із Каталін Каріко, Кіззмекія Корбетт та Барні Грем[en]) [18];
- 2022: премія за прорив у науках про життя;
- 2022: медаль Бенджаміна Франкліна;
- 2022; медаль Джессі Стівенсон-Коваленко[en];
- 2022: премія Ласкера — Дебейки за клінічні медичні дослідження[en];
- 2022: введений до Національної зали слави винахідників[19];
- 2022: гран-прі VinFuture[20];
- 2022: премія Японії[21];
- 2022: премія Genome Valley Excellence Award[22];
- 2022:  IVI – SK bioscience Park MahnHoon Award[23] ;
- 2022: премія Novo Nordisk[24];
- 2022: член Американської академії мистецтв і наук;
- 2022: Премія Росса Інституту Файнштейна[25];
- 2022: премія фонду Воррена Альперта[en];
- 2022: премія Роберта Коха[de];
- 2022: міжнародна премія Гайрднера
- 2023: Нобелівська премія з фізіології або медицини